# Trathala fornicata
Trathala fornicata är en stekelart som beskrevs av Dasch 1979. Trathala fornicata ingår i släktet Trathala och familjen brokparasitsteklar. Inga underarter finns listade i Catalogue of Life.